# Emiliano Salvetti
Emiliano Salvetti (Forlì, 1º gennaio 1974) è un allenatore di calcio ed ex calciatore italiano, di ruolo centrocampista.

## Carriera

### Giocatore
Inizia a dare i primi calci nel settore giovanile del Roncoscintilla, piccola squadra di un quartiere di Forlì, poi percorre la carriera giovanile nel vivaio del Cesena. A 19 anni, durante la stagione 1993-1994, esordisce in Serie B sempre con la maglia del Cesena e realizza il suo primo gol da professionsita. L'anno seguente è mandato a farsi le ossa nel Forlì in Serie C2.
Dopo una stagione a Forlì con 26 presenze e un gol, passa nella SPAL in Serie C1.
Con Marco Tardelli in panchina, ritorna a Cesena nella stagione 1996-1997. A fine stagione i bianconeri si ritrovano retrocessi in Serie C1: in questa stagione colleziona 34 presenze e 4 gol. L'anno successivo subisce la concorrenza di Massimo Gadda e disputa 25 partite collezionando 3 reti. Nella stagione 1998-1999, con Alberto Cavasin in panchina, conquista la salvezza e a fine stagione, dopo 6 reti, passa in Serie A all'Hellas Verona, che come direttore sportivo ha il cesenate Rino Foschi.
A Verona disputa tre stagioni accumulando 77 presenze e 9 gol, prima di passare, nell'agosto del 2002, in Emilia con la maglia del Bologna. Nella città felsinea disputa 7 partite in tutta la stagione, senza segnare nemmeno un gol. A fine stagione torna a Verona, questa volta in Serie B. Nella città scaligera disputa altri 24 incontri totalizzando 7 reti.
Intanto nel giugno 2004 Fabrizio Castori ha riportato il Cesena in Serie B dopo quattro anni e come consulente di mercato dei bianconeri c'è Rino Foschi. Salvetti torna quindi in bianconero, a settembre: qui un infortunio lo tiene lontano dai campi per tutto il girone d'andata, mentre nel ritorno arrivano 16 presenze e due reti. Nella stagione successiva il suo rendimento è migliore: 17 reti più una nella semifinale play-off con il Torino fanno di lui il bomber più prolifico di tutti i bianconeri.
Dopo altre due stagioni a Cesena, terminate con la retrocessione in Serie C1 nel 2008, passa al Sassuolo, neopromosso in cadetteria.
Nel finale di stagione 2009-2010 decide di rescindere il contratto col Sassuolo e di ritirarsi.
Nei primi di ottobre incomincia ad allenarsi con il Forlì, la squadra della sua città, che lo ingaggia ufficialmente nei primi giorni di novembre. Nell'esordio, subentra a un suo compagno e, venti minuti dopo, segna su rigore. La stagione successiva è costretto a rimanere fermo per infortunio.
Nell'estate del 2012 passa alla Ribelle, squadra che milita nel campionato di Eccellenza romagnolo. Nel gennaio 2014 decide di ritirarsi dal calcio giocato. Nella sua carriera ha totalizzato 467 presenze, 80 gol e 1 presenza nell'Italia U-19

### Dopo il ritiro
Nell'estate 2014 gli viene affidata la panchina del Cervia per la stagione 2014/2015. Il successivo 4 settembre rassegna le sue dimissioni in seguito alla sconfitta del suo Cervia per 7-0 contro il Bakia Cesenatico.

## Palmarès

### Club
- Campionato italiano Serie C1: 1

Cesena: 1997-1998 (girone A)
- Campionato italiano Serie D: 1

Forlì: 2011-2012 (girone D)